# 小出秀実
小出 秀実（こいで ひでさね、天保5年（1834年） - 明治2年6月22日（1869年7月30日））は、江戸時代末期（幕末）の旗本。小出英永の夫婦養子。実父は土岐頼旨、実母は土岐頼量の娘。兄弟に土岐頼礼。官位は従五位下・美濃守、大和守。また左衛門尉、修理とも称した。別名に実（みのる）。生年は天保2年（1831年）ともされる。江戸生まれ江戸育ち。

## 生涯
実子がない普請役の1500石の旗本小出英永の両養子として嘉永5年（1852年）7月25日に小出家の家督を相続、同年に小普請入り、翌嘉永6年（1853年）5月6日に小姓組に移った。昌平坂学問所に学び、講武所の銃隊調練の教導資格を獲得。文久元年（1861年）10月1日に使番、12月7日に目付に登用され、翌文久2年（1862年）9月7日に箱館奉行に任命された。また元治元年（1864年）には樺太在住を願い出た岡本監輔に許可を与えている。箱館奉行時代、奉行所の五稜郭内移転やアイヌ墓地盗掘事件でイギリスとの談判が幕府に評価され、慶応2年（1866年）8月26日に外国奉行も兼任。10月には樺太国境画定交渉の遺露使節団の代表正使としてロシアへ派遣された。副使は後に最後の北町奉行となる石川利政であり、箱館に残った相役の杉浦誠は最後の箱館奉行となる。
ロシア留学生を伴なった使節一行は10月12日にフランス客船で横浜を出発、マルセイユ経由で12月12日にサンクトペテルブルク到着。ロシア皇帝アレクサンドル2世に謁見後、ロシア全権の外務省アジア局長ピョートル・ストレモウホフと慶応3年（1867年）1月2日から2月7日まで8回の交渉を行うが不調に終わり、日露間樺太島仮規則に調印した。この条約は両国民の混住状態を認めるもので、かえってロシアの南下を招くものであった。ただこの交渉の際、樺太・千島の交換が俎上に上がったことは特筆される。なお途中、プロイセンの首相オットー・フォン・ビスマルクやフランス皇帝ナポレオン3世と謁見し、第2回パリ万国博覧会に参加している。この時使節団に随行した人物に山川浩などがいる。
慶応3年5月に日本へ帰国、7月27日には小栗忠順の配下として勘定奉行、金銀座取締役を経て10月23日に留守居となり、11月9日の大政奉還を迎える。12月27日に江戸北町奉行となるも翌慶応4年（1868年）2月16日に辞職、石川利政が後任の北町奉行となった。1869年、屋敷に侵入した刺客により殺害された。